# Tainted Love
Tainted Love (Englisch für „Verdorbene Liebe“) ist ein von Ed Cobb geschriebener Soul-Song, der 1981 in der Synthpop-Version von Soft Cell weltweit bekannt wurde. Die Single erreichte Platz eins in Deutschland und dem Vereinigten Königreich.

## Gloria-Jones-Version (1965)
1965 nahm Gloria Jones die Originalversion von Tainted Love auf; Produzent war Ed Cobb, der vorher bei The Four Preps war und das Stück auch geschrieben hatte. Das Lied erschien als B-Seite der Single My Bad Boy’s Comin’ Home. Das Lied hatte keinen kommerziellen Erfolg und erreichte die Charts lediglich in Frankreich auf Platz 144.
1973 erwarb der britische Club-DJ Richard Searling auf einer Reise in die Vereinigten Staaten ein Exemplar der Single. Der von Motown beeinflusste Klang mit seinem schnellen Tempo, den Bläsern, der elektrischen Gitarre und dem weiblichen Hintergrundgesang schien in die britische Northern-Soul-Clubszene der frühen 1970er zu passen. Searling machte daher das Stück in einem Club in Bolton und später im Wigan Casino bekannt. 1976 brachte er eine neu produzierte Version heraus, die aber die Charts verfehlte.

## Soft-Cell-Version (1981)
Das Synthpop-Duo Soft Cell kannte die Clubversion aus der lokalen Szene und nahm 1981 mit dem Produzenten Mike Thorne eine eigene, veränderte Version des Stücks auf. Ihre Version war langsamer und verwendete Drumcomputer und Synthesizer anstelle der Besetzung mit klassischer Rhythmusgruppe und Bläsern. Auch der Text wurde leicht verändert. So wurde zum Beispiel aus „I gave you all a girl can give ya / Take my fear then, that’s my baby“ in der Soft-Cell-Version „I give you all a boy could give you / Take my tears and that’s not nearly no all“. Das Stück wurde in nur einem Tag aufgenommen, und es wurde Marc Almonds erster Gesangstake verwendet.
Das Plattenlabel der Band, Some Bizzare, veröffentlichte den Song am 18. Juli 1981 als zweite Single nach Memorabilia, davon ausgehend, dass sich auch dieses Stück nicht wesentlich besser verkaufen würde. Es gab auch eine 12-Zoll-Version, bei der das Lied in das The-Supremes-Cover der B-Seite Where Did Our Love Go überging.
Die Soft-Cell-Version erreichte im Zuge der damaligen Synthpop-Welle und unterstützt durch einen Auftritt bei Top of the Pops die Spitzenplatzierung in den Charts in Großbritannien und 17 anderen Ländern, darunter auch Deutschland. In der Schweiz und in Österreich erreichte sie Platz zwei. In den Billboard Hot 100 stieg das Stück auf Platz 90 ein, erreichte nach einigen Wochen Platz 8 und blieb 43 Wochen in den Charts. Der Fernsehsender VH-1 setzte den Song auf Platz fünf seiner 100 Greatest One Hit Wonders of the 1980s.
Ein Musikvideo wurde speziell für das Videoalbum Non Stop Exotic Video aufgenommen und zeigt die Bandmitglieder Marc Almond und David Ball in Togen auf dem Olymp. Eine remixte Version des Stückes von Soft Cell und Marc Almond erschien 1991; hierzu gab es auch ein neues Video. Tainted Love ’91 erreichte Platz 22 in Deutschland und der Schweiz. 2006 wurde diese Version des Stücks von Rihanna in ihrem Stück SOS gesampelt, das Platz eins der US-Charts erreichte.
Die Originalinterpretin Gloria Jones nahm noch 1981 eine neue, gemäßigtere Version ihres Stücks auf; auch ihr war keine größere Aufmerksamkeit beschieden.

### Chartplatzierungen
| ChartsChartplatzierungen       | Höchstplatzierung | Wochen/ Monate |
| ------------------------------ | ----------------- | -------------- |
| Deutschland (GfK)              | 1 (26 Wo.)        | 26 Wo.         |
| Österreich (Ö3)                | 2 (3,5 Mt.)       | 3,5 Mt.        |
| Schweiz (IFPI)                 | 2 (9 Wo.)         | 9 Wo.          |
| Vereinigte Staaten (Billboard) | 8 (43 Wo.)        | 43 Wo.         |
| Vereinigtes Königreich (OCC)   | 1 (36 Wo.)        | 36 Wo.         |

| ChartsJahrescharts (1982)      | Platzierung |
| ------------------------------ | ----------- |
| Deutschland (GfK)              | 35          |
| Vereinigte Staaten (Billboard) | 11          |

### Auszeichnungen für Musikverkäufe
| Land/Region                  | Auszeichnungen für Musikverkäufe (Land/Region, Auszeichnung, Verkäufe) | Verkäufe  |
| ---------------------------- | ---------------------------------------------------------------------- | --------- |
| Dänemark (IFPI)              | Platin                                                                 | 90.000    |
| Deutschland (BVMI)           | Platin                                                                 | 600.000   |
| Italien (FIMI)               | Platin                                                                 | 100.000   |
| Neuseeland (RMNZ)            | 3× Platin                                                              | 90.000    |
| Spanien (Promusicae)         | Platin                                                                 | 60.000    |
| Vereinigtes Königreich (BPI) | 3× Platin                                                              | 1.800.000 |
| Insgesamt                    | 10× Platin ·                                                           | 2.740.000 |

## Marilyn-Manson-Version (2001)
2001 nahm Marilyn Manson eine 3:20 Minuten lange Version auf, die auf dem Soundtrack zu Not Another Teen Movie sowie auf dem nachfolgenden Album The Golden Age of Grotesque als Bonustitel erschien. In Großbritannien erreichte diese Version Platz fünf der Charts und war auch in vielen anderen Ländern erfolgreich, darunter Deutschland, wo sie Platz drei erreichte, in der Schweiz und in Österreich Platz zwei. Das Video zeigt Manson, wie er Freunde zu einer Party mitbringt. Darsteller aus dem Film sind genauso zu sehen wie Slipknot-Schlagzeuger Joey Jordison und Tim Skold, der zu dieser Zeit noch nicht in der Band war.

### Chartplatzierungen
| ChartsChartplatzierungen     | Höchstplatzierung | Wochen |
| ---------------------------- | ----------------- | ------ |
| Deutschland (GfK)            | 3 (16 Wo.)        | 16     |
| Österreich (Ö3)              | 2 (21 Wo.)        | 21     |
| Schweiz (IFPI)               | 2 (27 Wo.)        | 27     |
| Vereinigtes Königreich (OCC) | 5 (11 Wo.)        | 11     |

| ChartsJahrescharts (2002) | Platzierung |
| ------------------------- | ----------- |
| Deutschland (GfK)         | 24          |
| Österreich (Ö3)           | 18          |
| Schweiz (IFPI)            | 19          |

### Auszeichnungen für Musikverkäufe
| Land/Region                  | Auszeichnungen für Musikverkäufe (Land/Region, Auszeichnung, Verkäufe) | Verkäufe |
| ---------------------------- | ---------------------------------------------------------------------- | -------- |
| Belgien (BRMA)               | Gold                                                                   | 25.000   |
| Deutschland (BVMI)           | Gold                                                                   | 250.000  |
| Österreich (IFPI)            | Gold                                                                   | 25.000   |
| Vereinigtes Königreich (BPI) | Gold                                                                   | 400.000  |
| Insgesamt                    | 4× Gold ·                                                              | 700.000  |

## Weitere Coverversionen
- 1985: Coil, auf der 12-Zoll-Single Panic/Tainted Love
- 1992: The Flying Pickets, auf dem Album The Warning
- 1992: Inspiral Carpets, auf dem Album Ruby Trax
- 1996: Bluekilla, auf dem Album Ska-a-Gogo
- 1997: Atrocity, auf dem Album Werk 80
- 1998: The Living End, B-Seite zur Single All Torn Down
- 2001: Max Raabe, auf dem Album Superhits Nummer 2
- 2002: Prozac+, auf dem Album Miodio
- 2005: The Pussycat Dolls, auf dem Album PCD
- 2004: Thomas Schumacher, sampelte das Lied und machte mit dem Track Tainted Schall einen Techno-Remix
- 2006: Milk Inc., auf dem Album Supersized (Platz sieben in Belgien (Flandern))
- 2006: Rihanna sampelte das Lied bei SOS
- 2006: Alejandra Guzmán, im Soundtrack des mexikanischen Films Cansada de besar sapos
- 2009: The Pigeon Detectives, Wohltätigkeitssingle für Cash for Kids
- 2010: Flo Rida sampelte das Lied bei Zoosk Girl (featuring T-Pain)
- 2010: Imelda May, auf dem Album Mayhem
- 2011: Scorpions, auf dem Album Comeblack
- 2015: Lemar, auf dem Album The Letter
- 2016: Marquess, auf dem Album Sol y Soul (Falso amor)
- 2020: Sepultura, Soundtrack für die brasilianische Fernsehshow Desalma
- 2021: Milky Chance, auf der Kompilation Trip Tape